# Images (film)
Images è un film del 1972 diretto da Robert Altman.
Presentato in concorso al 25º Festival di Cannes, ha valso alla protagonista Susannah York il premio per la miglior interpretazione femminile.

## Trama
Cathryn, afflitta dalla solitudine della vita matrimoniale in montagna, spesso sola a causa delle lunghe battute di caccia del marito, entra in crisi quando una vecchia fiamma fa irruzione nella sua tiepida vita, facendo emergere fantasmi da cui non riuscirà a sfuggire.
Il film si concentra sulla falsità dei rapporti umani che appaiono mossi solo da motivazioni sessuali. L'unico rapporto puro sarà quello tra la donna e la figlia adolescente del suo ex.

## Riconoscimenti
- Festival di Cannes 1972
  - Miglior interpretazione femminile (Susannah York)